# Трст (округ)
Округ Трст (итал. Provincia di Trieste, словен. Tržaška pokrajina) је округ у оквиру покрајине Фурланија-Јулијска крајина, у североисточној Италији. Седиште округа покрајине и највеће градско насеље је истоимени град Трст.
Површина округа је 212 км², а број становника 236.446 (по попису из 2008. године).

## Природне одлике
Округ Трст се налази у североисточном делу државе и на граничи се са Словенијом на истоку и југу. На западу се налази Јадранско море, а на северу се налази уска веза са остатком државе. Округ је једини део простора Италије на источној обали Јадрана и једини у потпуности на подручју Динарских планина. Округ је брдовит.

## Становништво
По последњим проценама из 2008. године у округу Трст живи више око 240.000 становника. Густина насељености је изузетно велика, преко 1.100 ст/км². У ствари, целокупно подручје округа је градско подручје града Трста.
Поред претежног италијанског становништва у округу живе и и Словенци (21%). Словеначка национална мањина живи у целом округу, а у два насеља до границе са Словенијом чини већину.

## Општине и насеља
У округу Трст постоји 6 општина (итал. Comuni).
Најважније градско насеље и седиште округа је град Трст (210.000 становника). Сва остала насеља и општине су део његове приградске зоне.